# BYE BYE 最後の夜
「BYE BYE 最後の夜」（バイバイ さいごのよる）は、2002年11月13日にzetima（現・UP-FRONT WORKS zetimaレーベル）から発売されたカントリー娘。に石川梨華（モーニング娘。）の4thシングル。

## 解説
カントリー娘。としては8作目となるシングルで、石川梨華をフィーチャリングした最後のシングル。
初回盤にはトレーディングカードが封入されている。
ミュージック・ビデオは東京急行電鉄の長津田検車区に当時休車留置されていた8590系の車内で撮影された。

## 収録曲
全作詞・作曲：つんく
1. BYE BYE 最後の夜
編曲：酒井ミキオ
2. BYE BYE 最後の夜 (Airly X'mas present Remix)
リミックス：REO
3. BYE BYE 最後の夜 (Instrumental)

## 参加ミュージシャン
BYE BYE 最後の夜
- 全ての楽器：酒井ミキオ
- コーラス：新堂敦士

BYE BYE 最後の夜 (Airly X'mas present Remix)
- MC：キョリック from ドナウディ3